# Thomas Maxwell Harris
Thomas Maxwell Harris (8 de enero de 1903, Leicester - 1 de mayo de 1983) fue un botánico, briólogo, algólogo, paleobotánico británico. Realizó extensas recolecciones botánicas en Irlanda, Ghana, Groenlandia.
Era hijo de Alexander Harris y de Lucy Frances N. Obtuvo su doctorado de Ciencias en la Universidad de Cambridge. Se casó en 1928 con Katharine Massey. Fue docente de botánica en la Universidad de Cambridge, luego en Reading y posteriormente en Ghana.

## Honores
- Miembro de la Royal Society, 1948.
- Miembro de la Real Academia de las Ciencias de Suecia.
- Medalla linneana, 1968.
- Presidente de la Sociedad Linneana de Londres, de 1961 a 1964.

## Algunas publicaciones
- The form and structure of Ctenozamites cycadea (Berger) Schenk. Volúmenes 5-6 de Bulletin of the British Museum. Ed. British Museum. 12 pp. 1961
- The strange Bennettitales. Sir Albert Charles Seward memorial lectures. Ed. Birbal Sahni Institute of Palaeobotany. 11 pp. 1973.

### Libros
- The Rhaetic flora of Scoresby Sound, East Greenland. Saertryk af Meddelelser on Grønland. Ed. B. Lunos. 147 pp. 1926
- The Fossil Flora of Scoresby Sound East Greenland. cinco vols. 351 pp. Copenhague, 1931
- A new member of the Caytoniales. 114 pp. Ed. University Press. 1933
- The British Rhaetic Flora. 84 pp. Londres, 1938
- British Purbeck Charophyta, con Clement Reid, James Groves, P. Sylvester Bradley. 83 pp. Londres, 1939
- Liassic and Rhaetic Plants collected in 1936-38 from East Greenland, etc. 38 pp. Copenhague, 1946
- Conifers of the Taxiodiaceæ from the Wealden Formation of Belgium, etc.. 43 pp. Bruselas, 1953
- The Yorkshire Jurassic flora, cinco vols. 172 pp. Londres, 1961-1979 ISBN	056500803X
- Thallophyta, Pteridophyta. Volumen 1 de Yorkshire Jurassic flora. Ed. British Museum (Natural History). 212 pp. 1961
- Bennettitales. Volumen 3 de The Yorkshire Jurassic flora. Ed. Trustees of the British Museum. 1969
- The Yorkshire Jurassic flora V Coniferales. Ed. Trustees of the British Museum. 166 pp. 1979

- La abreviatura «T.M.Harris» se emplea para indicar a Thomas Maxwell Harris como autoridad en la descripción y clasificación científica de los vegetales.[2]